# Жана Вилепру-Пауер
Жана Вилепру-Пауер, рођена Жана Вилепру (Жилијак, Корезе, 24. септембар 1794 – 25. јануар 1871) била је пионирски француски морски биолог, која је 1832. године био прва особа која је створила акваријуме за експериментисање са воденим организмима. Енглески биолог Ричард Овен назвао ју је „мајком аквариофилије“. Била је проналазач акваријума и систематске примене акваријума за проучавање морског живота, који се и данас користи. У своје време као главни истраживач главоножаца, доказала је да главоножац Argonauta argo производи сопствену шкољку. Вилепру-Пауерова је такође била истакнута кројачица, ауторка, и заштитник природе, као и прва жена чланица Академије Gioenia Катаније.

## Младост
Вилепру-Пауерова је рођена у Жилијаку, Корезе, 24. или 25. септембра 1794. као најстарије дете обућара и кројачице. Живела је до 18. године у руралној Француској где је научила да чита и пише.

## Селидба у Париз
Са 18 година, 1812. године, отишла је у Париз да постане кројачица, на удаљеност од преко 400 километара. Била је у пратњи рођака који је требало да јој буде старатељ, али ју је он напао и оставио да тражи уточиште у полицијској станици у Орлеану док не добије нове путне исправе.
Због тог одлагања, њену почетну прилику је тада заузео неко други. Пронашла је другу прилику радећи као помоћница кројачице. Своје вештине је изградила и доказала много пута, све док није постала прилично позната.
Године 1816. постала је позната по креирању венчанице принцезе Каролине на њеном венчању са Шарлом-Фердинандом де Бурбоном. Упознала је и удала се за енглеског трговца Џејмса Пауера 1818. године и пар се преселио на Сицилију и настанио се у Месини где су живели око 25 година.

## Улазак у науку
Након пресељења на Сицилију, Вилепру-Пауерова се заинтересовала за наставак школовања. Почела је да студира геологију, археологију и природну историју; посебно је вршила физичка посматрања и експерименте на морским и копненим животињама. Желела је да попише екосистем острва и то је чинила током честих шетњи око града. Док је путовала, документовала је и сакупљала узорке који су касније сакупљени и објављени у Itinerario della Sicilia riguardante tutti i rami di storia naturale e parecchi di antichità che essa contiene and Guida per la Sicilia.
Вилепру-Пауерова је тада почела пажљивије да проучава главоношце и друге морске животиње и било јој је потребно пловило које би јој омогућило бољи приступ посматрању истих морских животиња током времена. Док су се копнене животиње могле посматрати донекле лако, морски живот је било знатно теже испитати. Као таква, радила је на развоју стакленог кућишта, на крају развила три радна модела за проучавање живог морског живота у води и ван ње. Први је био акваријум какав данас познајемо; други  кућиште окружено стаклом које је било потопљено у океан; трећи је усидрени кавез потопљен у океан ради проучавања већег броја морских животиња попут мекушаца.
Године 1834, професор Кармело Маравиња написао је у Giornale Letterario dell’Accademia Gioenia di Catania да Вилепру-Пауеровој треба приписати проналазак акваријума и његову систематску примену у проучавању морског живота. Направила је три врсте акваријума: стаклени акваријум за своју радну собу, потопљени стаклени у кавезу и кавез за веће мекушце који су се учвршћивали на дну мора. Њена прва књига је објављена 1839. и у њој описује експерименте, под називом Observations et expériences physiques sur plusieurs animaux marins et terrestres.
Њена друга књига, Guida per la Sicilia, објављена је 1842. Поново га је објавило Историјско друштво Месине. Такође је проучавала мекушце и њихове фосиле; посебно је фаворизовала Аргонаут арго. У то време, постојала је неизвесност да ли врста Аргонаута производи сопствену шкољку или узима оклоп другог организма (слично раковима пустињацима). Рад Вилепру-Пауерове је показао да они заиста производе своје шкољке. За ово револуционарно откриће, постојала је знатна реакција коју је добила за свој рад.
Вилепру-Пауерова се такође бавила очувањем и заслужна је за развој принципа одрживе аквакултуре на Сицилији. То што је била заинтригирана је такође помогло да пронађе идеје о аквакултури, која се у великој мери сматра одрживијим извором хране у будућности, посебно кроз коришћење кавеза причвршћених за обалу у којима се налазе рибе у различитим фазама животног циклуса како би се створиле могућности поновног насељавања у недовољно насељене реке.
Била је прва жена члан академије Gioenia Катаније и дописни члан Лондонског зоолошког друштва и шеснаест других научних друштава.

## Каснији живот
Вилепру-Пауерова и њен муж напустили су Сицилију 1843. године, а многи њени записи и научни цртежи изгубљени су у бродолому. Иако је наставила да пише, није даље истраживала. Она је, међутим, постала јавни говорник. Она и муж су своје време поделили између Париза и Лондона. Побегла је из Париза током опсаде пруске војске у зиму 1870, враћајући се у Жилијак. Умрла је јануара 1871.
Године 1997. њено име, "Вилепру-Пауер", дато је кратеру на Венери који је открила Магелан сонда.

## Популарна култура
Биографска песма о Жани Вилепру налази се на "26 Scientists Volume Two: Newton to Zeno", албуму из 2008. калифорнијске групе Артичоке.
Тајне мора: Прича о Жани Пауер, револуционарној научници о мору, биографска сликовница Евана Грифита из 2021. коју је илустровала Џоани Стоун, прилагођава причу о Жаниним открићима и наслеђу у образовну књигу за децу.